# 矮生悬钩子
矮生悬钩子（学名：Rubus clivicola）为蔷薇科悬钩子属的植物。分布于缅甸、缅甸北部以及中国大陆的云南等地，生长于海拔2,800米至4,200米的地区，多生于山坡石砾地或林下，目前尚未由人工引种栽培。